# Fiction House
Fiction House va ser una editorial nord-americana de revistes pulp i còmics que va existir des dels anys vint fins als cinquanta. Va ser fundada per John B. "Jack" Kelly i John W. Glenister. A finals de la dècada de 1930, l'editor era Thurman T. Scott. La seva divisió de còmics era més coneguda pel seu Good girl art d'estil pinup, tal com ho representa el personatge més popular de la companyia, Sheena, Queen of the Jungle.

## Lideratge i ubicació
La ubicació original de l'empresa era 461 Eighth Avenue a la ciutat de Nova York. A finals de 1929, un article del New York Times es referia a John B. Kelly com a "cap" de Fiction House, Inc., i una nova ubicació al 271 de Madison Avenue.
A finals de 1932, John W. Glenister era president de Fiction House i el seu gendre, Thurman T. Scott, era secretari de la corporació. A finals de la dècada de 1930, Scott havia aconseguit el títol d'editor.
El gener de 1950, l'empresa amb seu a Manhattan va signar un contracte d'arrendament per a un espai d'oficines al 130 W. 42nd Street.

## Història
Pulp fiction
Fiction House va començar l'any 1921 com a editora de revistes pulp principalment d'aviació, western i esports. Segons el cofundador John W. Glenister:
| «                    | En associació amb J. B. Kelly, vaig publicar la nostra primera revista de ficció dedicada a les històries d'aventures. Va ser l'any 1921. En quatre anys, la revista va vendre 150.000 còpies per número i vam començar altres quatre revistes a l'aire lliure i diverses altres". | » |
| — John W. Glenister, | |   |

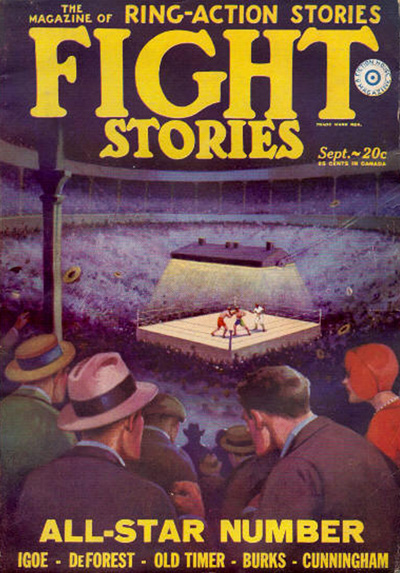

Durant la seva primera dècada, Fiction House va produir revistes pulp com Action Stories, Air Stories, Lariat Stories, Detective Classics, The Frontier, True Adventures, Wings i Fight Stories. Fiction House va adquirir ocasionalment revistes d'altres editorials, com la seva adquisició el 1929 de Frontier Stories de Doubleday, Doran & Co.
A la dècada de 1930, la companyia s'havia expandit cap als misteris detectius. A finals de 1932, però, en plena Gran Depressió, Fiction House va cancel·lar 12 de les seves revistes pulp Aces, Action Novels, Action Stories, Air Stories, Detective Book Magazine, Detective Classics, Detective Classics, Fight Stories, Frontier Stories, Lariat, Love Romances, North-West Stories and Wings amb l'objectiu declarat de reviure-les.
Després d'una pausa, Action Stories va reprendre la publicació durant aquest període (va durar fins a finals de 1950). A més, Fiction House va rellançar les seves revistes pulp l'any 1934, trobant l'èxit amb una sèrie de títols de novel·la detectivesca i romàntica. Les cancel·lades Fight Stories i Detective Book Magazine van reviure a la primavera de 1936 i el 1937, respectivament, ambdues revistes publicant-se contínuament durant la dècada de 1950. El primer títol de Fiction House amb interès per la ciència-ficció va ser Jungle Stories, que es va llançar a principis de 1939; no era principalment una revista de ciència-ficció, però sovint presentava històries amb temes marginals de ciència-ficció, com ara supervivents de l'Atlàntida. A finals de 1939 Fiction House va decidir afegir una revista SF a la seva programació; es titulava Planet Stories, i va ser publicat per Love Romances, una empresa subsidiària que Fiction House va crear per publicar els títols romàntics de la companyia.

### Còmics

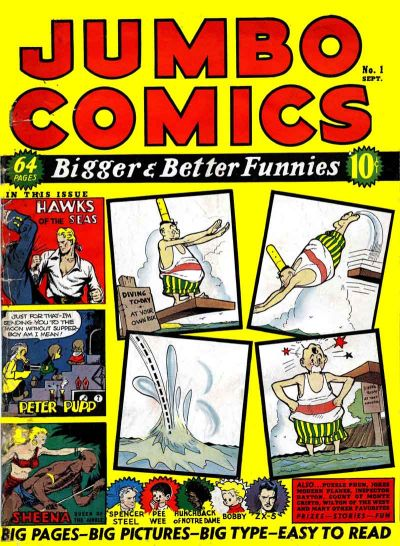
Jumbo Comics número 1 (setembre de 1938). Artista(s) de la portada desconegut.

A finals de la dècada de 1930, l'editor Thurman T. Scott va expandir Fiction House en còmics, un mitjà emergent que va començar a semblar un complement viable per a les pulps que s'esvaeixen. Receptiu a una trucada de vendes d'Eisner & Iger, un dels "Comics packaging" destacats d'aquella època que produïa còmics complets a demanda per als editors que volien entrar en aquest camp, Scott va publicar Jumbo Comics nùmero1 (set. 1938) sota l'empremta Real Adventures Publishing Company de la companyia.
Sheena, Queen of the Jungle va aparèixer en aquest número inicial, convertint-se aviat en el personatge estrella de la companyia. Sheena va aparèixer en tots els números de Jumbo Comics (setembre de 1938 - abril de 1953), així com en el seu spin-off de 18 números, Sheena, Queen of the Jungle (primavera de 1942 - hivern de 1952), el primer còmic que va titular-protagonitza un personatge femení. Altres característiques de Jumbo Comics número 1 inclouen tres de la futura llegenda de la indústria Jack Kirby, que representen el seu primer treball de còmic després del seu debut a la revista Wild Boy: la sèrie de ciència-ficció The Diary of Dr. Hayward (amb el pseudònim "Curt"). Davis"), la tira de lluita contra el crim de l'oest modern Wilton of the West (com a "Fred Sande"), i la primera part de la serialització d'Alexandre Dumas, El comte de Montecristo (com a "Jack Curtiss") del pare, cadascuna de quatre pàgines.
Jumbo va resultar un èxit, i Fiction House continuaria publicant Jungle Comics ; els Wings Comics de temàtica aeronàutica ; el títol de ciència-ficció Planet Comics ; Còmics de Rangers ; i Fight Comics a principis de la dècada de 1940, la majoria d'aquestes sèries prenen els seus títols i temes dels pulps de Fiction House. Fiction House es va referir a aquests títols en els seus anuncis habituals com "The Big Six", però la companyia també va publicar diversos altres títols, entre ells els indis de temàtica occidental i Firehair, els títols de la jungla Sheena, Queen of the Jungle i Wambi, i cinc. números de The Spirit d'Eisner.
Desenvolupant ràpidament el seu propi personal sota l'editor Joe Cunningham seguit de Jack Burden, Fiction House va emprar tant a gent de la casa com a freelance, artistes com Mort Meskin, Matt Baker (el primer artista afroamericà destacat en còmics), Nick Cardy, George Evans, Bob Powell i el britànic Lee Elias, així com artistes de còmics tan rars com Ruth Atkinson, Fran Hopper, Lily Renée i Marcia Snyder.
La popularitat de Sheena va portar a nombroses altres noies de la selva de Fiction House:
- Ann Mason (Jungle Comics ): la parella de Ka'a'nga, Jungle King; com Sheena, porta un vestit de pell de lleopard
- Jessie (Jungle Comics ): substitueix a Ann com a parella de Ka'a'nga
- Camilla, la noia salvatge del Congo (Jungle Comics ) — porta un vestit de pell de zebra
- Fantomah, Mystery Woman of the Jungle (Jungle Comics ): les primeres heroïnes superpoderes d'una de les còmics, creades per Fletcher Hanks
- Princess Taj (Jungle Comics ): munta un elefant
- Tiger Girl (Fight Comics )
- Princesa Vishnu (Fight Comics )

La historiadora feminista del còmic Trina Robbins, escriu que:
| «                | ...la majoria de les històries d'acció d'estil pulp [de Fiction House] van protagonitzar o van presentar heroïnes fortes, boniques i competents. Eren infermeres de guerra, aviatrix, noies detectives, contraespies i reines de la selva vestides amb pell d'animals, i estaven al comandament. Armes enceses, punyals desenfundats, espasa a la mà, van saltar a través de les pàgines, disposats a enfrontar-se a qualsevol dolent. I no van necessitar rescat. | » |
| — Trina Robbins, | |   |

Malgrat aquest pedigrí prefeminista, Fiction House es va trobar com a objectiu del llibre del psiquiatre Dr. Fredric Wertham Seduction of the Innocent (1954), que en part va culpar els còmics d'un augment de la delinqüència juvenil. A part dels efectes ostensibles de l'horror sanguinolent als còmics, Wertham va culpar a les heroïnes sexy i pneumàtiques de Fiction House, Fox Comics i altres companyies. Una investigació posterior i àmplia del Subcomitè del Senat sobre la delinqüència juvenil, juntament amb el clam dels pares, una caiguda de les vendes de còmics, la desaparició de les pulps i l'augment de les novel·les de televisió i de butxaca que competeixen per lectors i temps d'oci, Fiction House. es va enfrontar a un entorn empresarial cada cop més difícil i aviat va tancar l'empresa.